# Transport ferroviaire en Moldavie
Plan
Le transport ferroviaire en Moldavie est constitué d'un réseau ferroviaire majoritairement à écartement russe.
Le réseau ferroviaire est bien relié aux réseaux de la CEI, ce qui géographiquement, lui assure un accès aux ports le plus proches, Reni sur le Danube et Odessa sur la mer Noire, mais cet atout est contrarié par la situation politique et par le fait que la majeure partie du réseau est à voie unique.

## Histoire

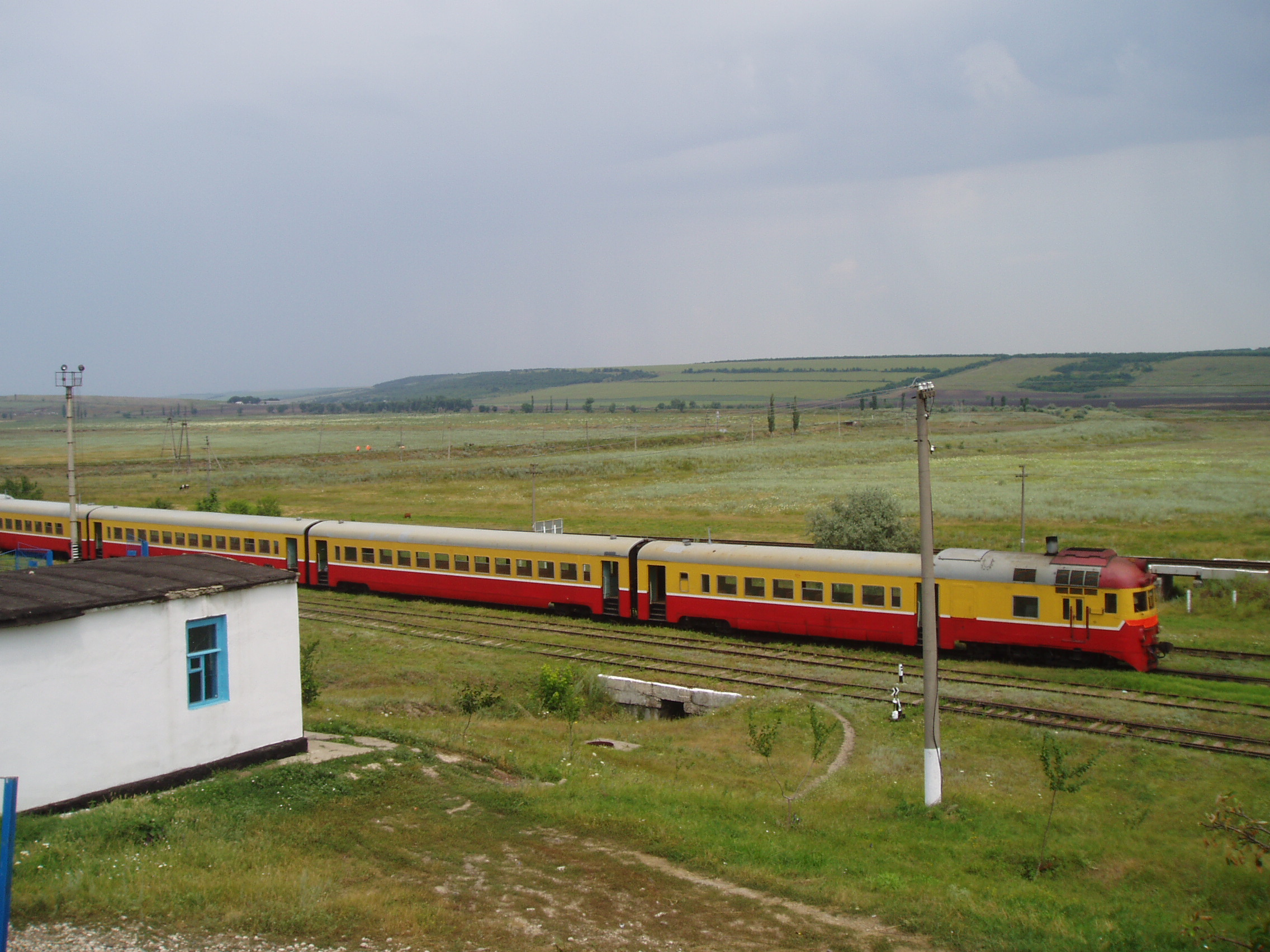
Train à automotrice diesel en Moldavie, 2006.

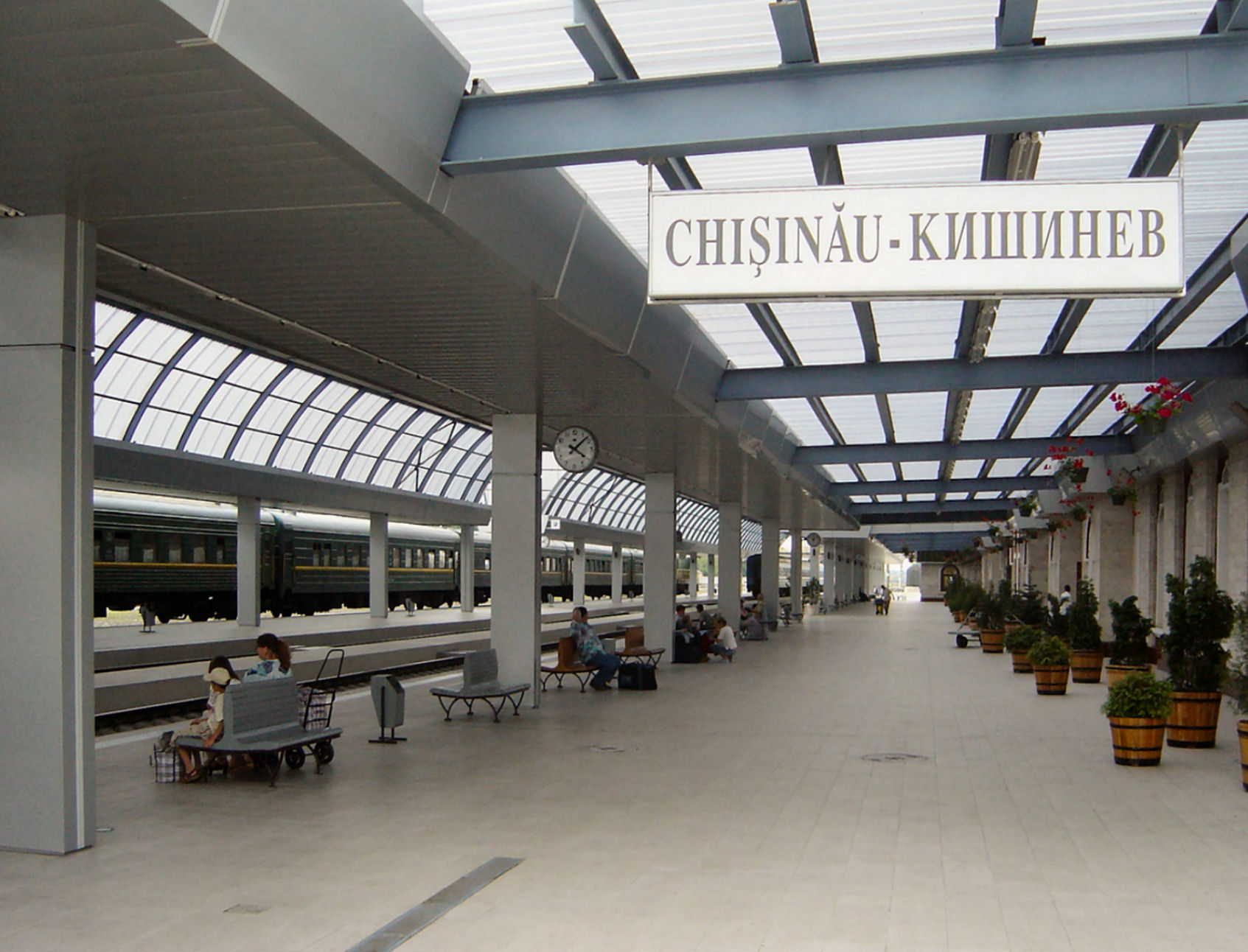
Les quais de la gare de Chișinău, avec le panneau bilingue roumain-russe.

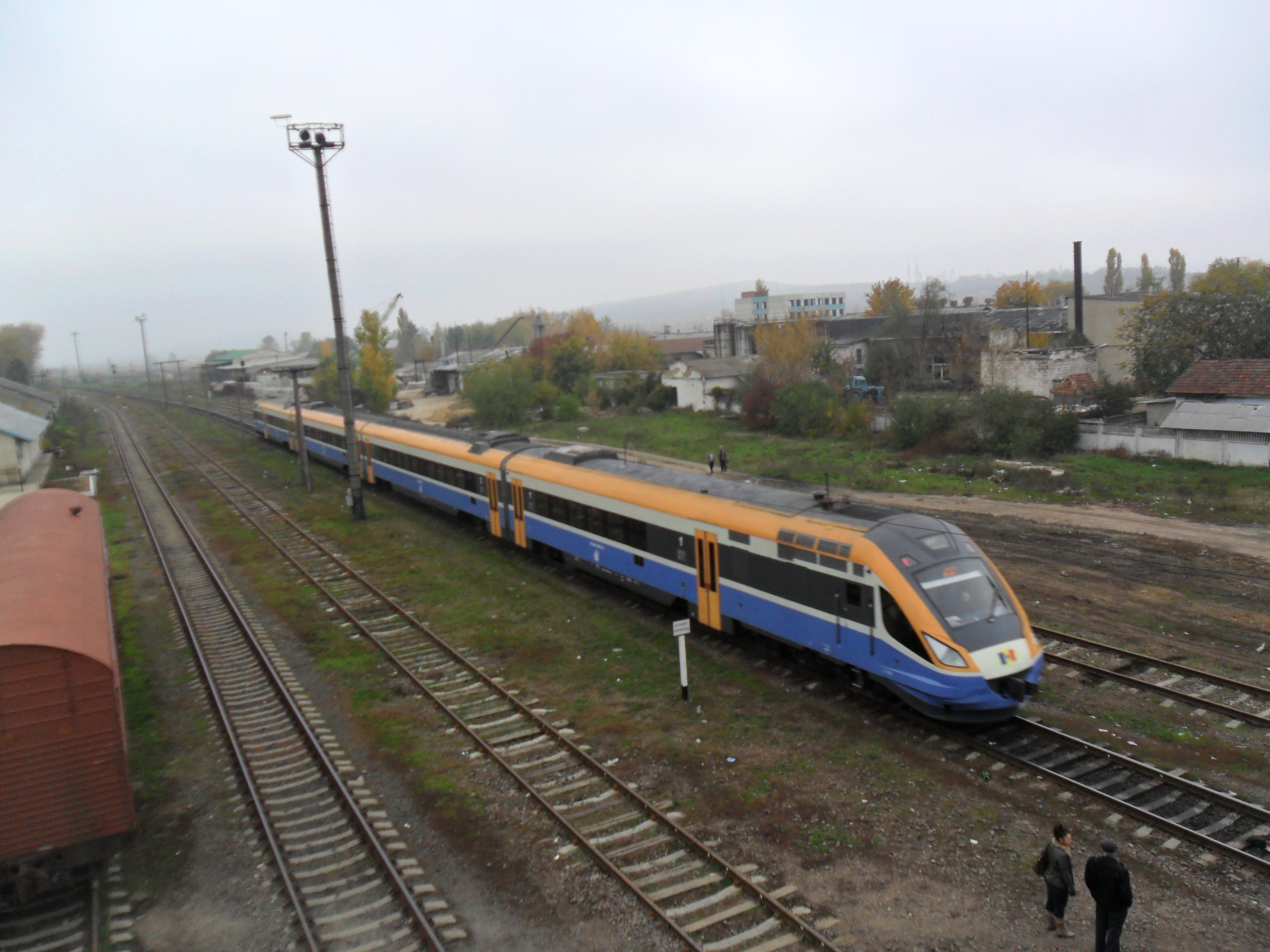
Rame à traction diesel.

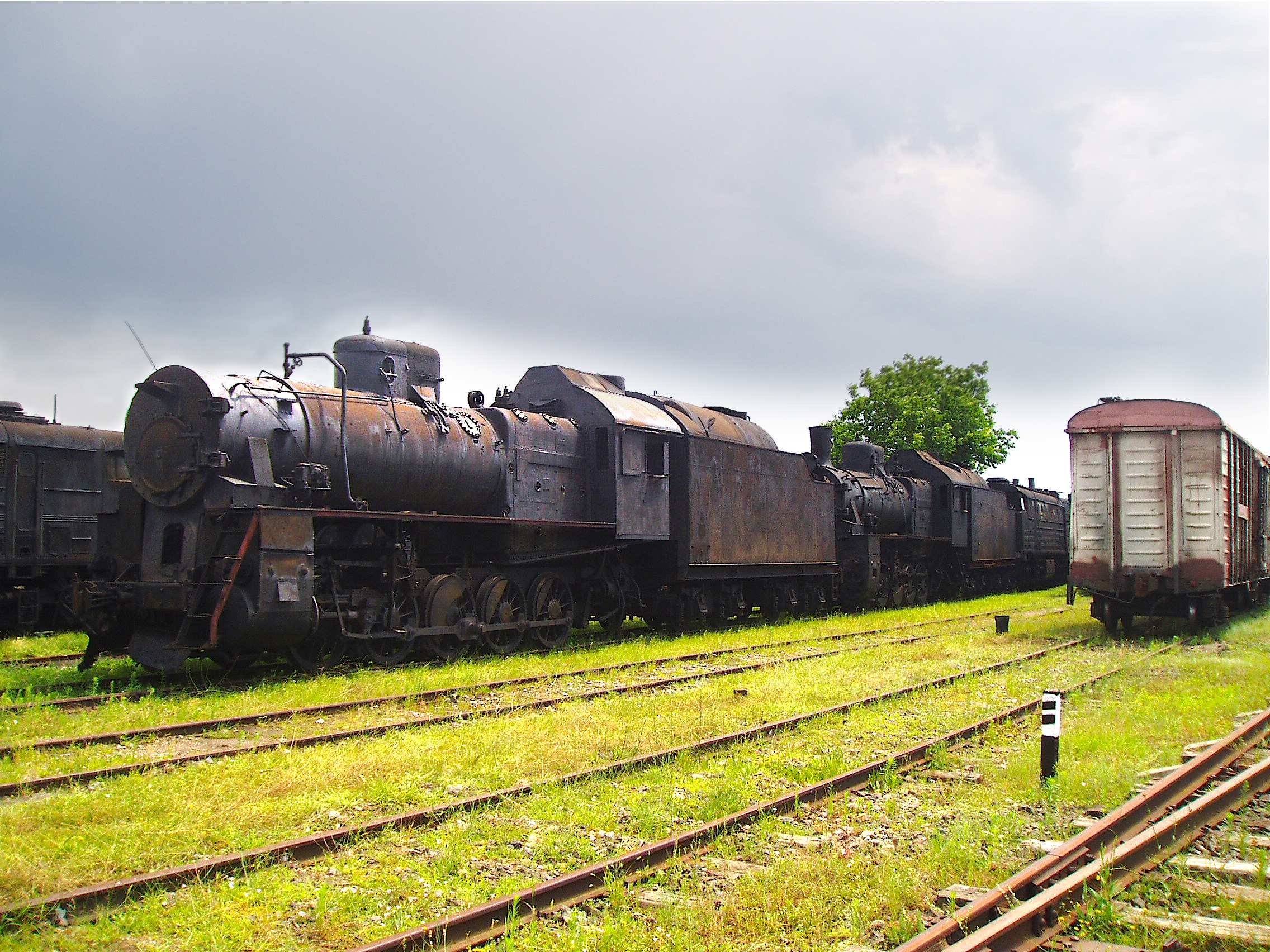
Cimetière ferroviaire en Moldavie : un patrimoine historique à l’abandon.

Le réseau ferroviaire moldave a été lui aussi conçu à l’époque impériale russe, et il a été réalisé au gabarit russe de 1,524 m. Inauguré le 28 août 1871, le premier tronçon desservait l’itinéraire Chișinău-Tiraspol-Odessa, pour exporter les grains et les vins bessarabiens. Il a été prolongé jusqu’à la frontière roumaine d'Ungheni où il se connecte au réseau roumain. Deux autres ramifications sont ensuite venues s’y attacher : une au sud-ouest à partir de Tighina vers le port danubien de Reni, et l’autre d’Ungheni vers le nord pour relier le pays à Kiev, Moscou et Saint-Pétersbourg en passant par Bălți. À l’époque roumaine, le réseau a été mis au gabarit européen de 1,435 m dans les années 1919-1922, et trois nouvelles voies ont été construites vers la Moldavie occidentale roumaine, sous l’égide des ingénieurs de la mission française Berthelot. Ce réseau a été remis au gabarit russe à l’époque soviétique en 1945-1948, en utilisant la main-d’œuvre des prisonniers politiques.
Lors de l’indépendance en 1991, le parti agrarien de Mircea Snegur a proposé l’électrification et l’adaptation du réseau aux deux gabarits, avec la pose d’un troisième rail au gabarit UIC européen à l’intérieur du gabarit russe, comme c’est déjà le cas à la frontière roumano-ukrainienne entre la Ruthénie subcarpathique et le Maramureș, de manière que puissent y circuler aussi bien les trains européens que les trains ukrainiens ou russes. Ainsi, les statuts de la CEI, qui prévoient la continuité territoriale au sein des pays ex-membres de l’Union soviétique pour permettre aux citoyens séparés par les nouvelles frontières de continuer à voyager par le mode ferroviaire, étaient respectés. Mais le manque de financements et l’opposition des communistes a fait échouer ce projet.

## Réseau ferré
Le réseau ferroviaire moldave couvre une longueur utile de 1 139,3 km. La longueur développée des voies est de 2 318 km (avec les triages, embranchements et voies de service). Au total, ces infrastructures couvrent une superficie de 10 800 hectares. La densité est de 0,34 km de voie ferrée pour 1 000 km².
Pour éviter les changements de locomotives en frontière, à l’extrémité est du tronçon Tiraspol-Cuciurgan à la frontière avec l’Ukraine est électrifiée, tandis qu’à l’ouest, la présence de deux gabarits (russe et ISO) sur un tronçon de 13,9 km permet aux locomotives européennes d'atteindre Ungheni où ont lieu les changements de bogie. Cela permet à la Transnistrie de rester reliée à l'Ukraine en lui assurant un accès vers l’extérieur sans passer par la Moldavie, et à la Moldavie de rester reliée à la Roumanie en lui assurant un accès vers l’extérieur sans passer par la Transnistrie. En cas de durcissement de la situation politique, l’axe Tiraspol-Cuciurgan pourrait devenir le « poumon » de la Transnistrie et l’axe Ungheni-Chișinău celui de la Moldavie.
À l’inverse de la route, le réseau ferroviaire n’a pas de centre, il n’est que la continuité du réseau ukrainien dont il partage le gabarit, et Chișinău n’est qu’un lieu de passage parmi d’autres. Les frontières tracées en 1940 lorsque l’URSS annexa la Bessarabie, font fi du tracé des voies ferrées qui, lui, suit les facilités géographiques. Il est donc entrecoupé à plusieurs reprises par la frontière moldo-ukrainienne, désormais internationale. Faute d’accord de circulation, les contrôles à chaque passage imposent de longs arrêts qui rendent le rail répulsif par rapport à la route, qui, pour sa part, évite les frontières. Le réseau n’offre que trois points de passage vers la Roumanie, dont un seul au gabarit européen. C’est un schéma soviétique de fin de lignes. En outre, de vastes zones ne sont pas desservies par le rail.
Les caractéristiques de ce réseau engendrent des handicaps pour la Moldavie :
- il n’existe pas d’axe principal autour duquel organiser le réseau, puisque l’axe le plus développé est celui de Ungheni – Chișinău – Tiraspol et nécessiterait un accord politique avec la Transnistrie ;
- certains points de province ne sont desservis qu’aléatoirement ou pas du tout à cause de l’état vétuste de l’infrastructure. Par exemple, pour se rendre à Ocnița, il faut presque 8 h contre 4 h 30 en autocar à cause de l'état des voies, des vols de métaux et de la détérioration des équipements (imputée aux lobbies routiers - les mêmes problèmes se rencontrent dans les pays voisins) ;
- dans l’est de la Moldavie, c’est la traction ferroviaire qui pose un problème : on change trois fois de mode, électrique 15 kV en Ukraine, puis électrique 3 000 V continu en Transnistrie et enfin traction diesel de Tiraspol à Chișinău ! De plus, les locomotives ne sont pas toujours disponibles. Il en résulte une perte moyenne de deux heures en plus du « temps d’attente politique » dû aux autorités transnistriennes ;
- certaines relations Chișinău-province se font dans le cadre d’un régime international : chaque voyageur est dans l’obligation de posséder un passeport. Le meilleur exemple est la relation Chișinău-Cahul pour laquelle le trajet ferroviaire dure 16 h, contre 4 h en car parce que la voie passe sur quelques kilomètres, mais à trois reprises, en Ukraine, ce qui fait six vérifications d’identité !
- la politique handicape elle aussi le transport sur rail : à titre d’exemple, le 30 juillet 2004, après que la Moldavie ait prononcé des sanctions économiques contre la Transnistrie, cette dernière a fait fermer le tronçon entre Bender et Cuciurgan (frontière avec l’Ukraine) à l’aide de blocs de béton. Ainsi, la Moldavie s’est retrouvée isolée du reste de la CEI pendant deux semaines.

La restructuration se poursuit, avec la séparation de la gestion des infrastructures et de l’exploitation ferroviaire, ce qui a déjà mené à des incidents et accidents faute de coordination. La rénovation ergonomique du réseau nécessiterait :
- la modernisation des lignes existantes ;
- la participation aux programmes des Corridors paneuropéens ;
- l’électrification du tronçon Chișinău-Ungheni ;
- le doublement des lignes à voie unique, au moins d’Ungheni à Bălți ;
- la mise du réseau au double-gabarit ISO et russe, au moins d’Ungheni à Chișinău, pour éviter les changements de bogies.

Mais les financements manquent.
En 2024, à la suite de l'invasion russe entraînant la fermeture des frontières entre la Transnistrie et l'Ukraine, à de graves difficultés financières et à un manque de matériels roulant, seul subsistent :
- un aller-retour quotidien entre Chisinau et Iasi en Roumanie (gare de Socola), au lieu de 3 en temps normal. Il s'agit d'un train semi-direct avec 3 classes de conforts proposés ;
- un aller-retour quotidien en partenariat avec CFR Călători entre Chisinau et Bucarest, en train de nuit (avec changement de bogies à Ungheni, à la frontière avec la Roumanie). Des voitures places assises de jour sont rajoutées au train en Roumanie entre Iasi et Bucarest ;
- un aller-retour quotidien omnibus entre Chisinau et Ughheni, assuré en rame automotrice ;
- un aller-retour quotidien (sauf le dimanche) entre Chisinau et Bender-3 (celui s'arrête côté moldave avant la frontière avec la Transnistrie), assuré avec des voitures de nuit anciennement utilisées sur la liaison pour Saint-Pétersbourg et une locomotive de manœuvre ;
- Et enfin un aller-retour en train de nuit bihebdomadaire, entre Chisinau et Kiev assuré avec des voitures de la compagnie ukrainienne.

La compagne nationale propose aussi la possibilité de louer un autorail afin de faire des balades touristiques dans le pays.

## Opérateurs
Plusieurs opérateurs utilisent le réseau moldave :
- principalement la compagnie nationale Calea Ferată din Moldova (CFM) qui entretient le réseau . Celle-ci connaît de graves difficultés financières lié aux faibles recettes commerciales en raison du peu de trains en circulation. Ainsi, début 2024, certains employés n'ont pas été payés pendant près de 4 mois !
- sur des tronçons au nord du pays, entre Mămăliga (Ouest) et Otaci (Est), circulent aussi des trains ukrainiens de la compagnie ukrainienne Ukrzaliznytsia car cette voie relie Tchernivtsi à Moguiliv ;
- dans la région sécessionniste de Transnistrie, la compagnie de l'état transnistrien PJD (Приднестровская Железная Дорога) exploite trois tronçons séparés les uns des autres pour le trafic local, en parallèle avec la compagnie ukrainienne ; Affiche de la compagnie ferroviaire de Transnistrie en gare de Tiraspol

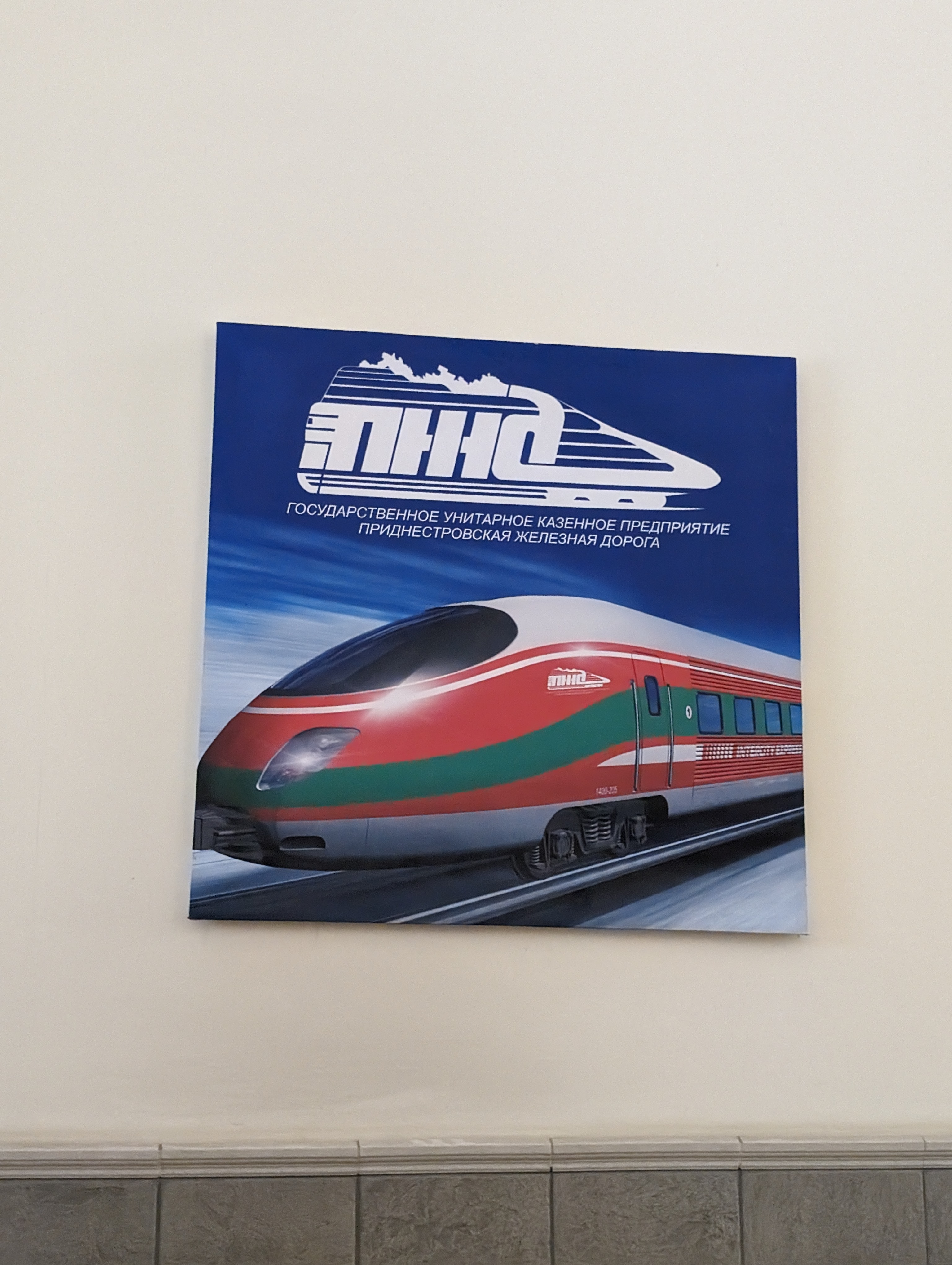
Affiche de la compagnie ferroviaire de Transnistrie en gare de Tiraspol

- bien que de plus en plus rares des trains internationaux circulent également sur le réseau en passant par la capitale moldave Chișinău, notamment sur les liaisons pour Kiev (Ukraine) et Bucarest (Roumanie). Avant le début de la guerre, il y avait des trains pour aller à Sofia (Bulgarie), Odessa (Ukraine) ou encore St Petersbourg ou Moscou (Russie).